# Пфалц-Зимерн-Цвайбрюкен
Княжеството Пфалц-Зимерн-Цвайбрюкен (на немски: Fürstentum Pfalz-Simmern-Zweibrücken) е княжество на Свещената Римска империя и през първата половина на 15 век едно от най-важните владения между Рейн и Мозел. Създадено е през 1410 г. при разделянето на четири части на Рейнското пфалцграфство и през 1453/1459 г. е разделено на двете територии Пфалц-Зимерн и Пфалц-Цвайбрюкен. Столици са Зимерн и Майзенхайм.

## История
През май 1410 г. крал Рупрехт III от Пфалц от род Вителсбахи (крал 1400 – 1410) нарежда разделянето на неговия алод между неговите още живи четирима сина, които изпълняват това след смъртта му на 3 октомври 1410 г.
Вторият му по-малък син Стефан фон Пфалц-Зимерн-Цвайбрюкен (1385 – 1459) получава лявия бряг на Рейн. През 1444 г. решават територията да се раздели. На 14 февруари 1459 г. синовете му Фридрих I и Лудвиг I наследяват баща си пфалцграф и херцог Стефан. По-големият Фридрих I получава Пфалц-Зимерн, северната част на княжество Пфалц-Зимерн-Цвайбрюкен (1453 – 1459), a по-малкият Лудвиг I получава южната част – Пфалц-Цвайбрюкен.